# Tatoukou
Tatoukou est une localité située dans le département de Barsalogho de la province du Sanmatenga dans la région Centre-Nord au Burkina Faso.

## Géographie
Tatoukou se trouve à 6 km au nord-ouest de Sanba, à 9 km au sud-ouest de Barsalogho, le chef-lieu du département, et à environ 40 km au nord de Kaya. Le village regroupe également administrativement les villages de Biou et Koulholé.

## Éducation et santé
Le centre de soins le plus proche de Tatoukou est le centre de santé et de promotion sociale (CSPS) de Sanba tandis que le centre médical avec antenne chirurgicale (CMA) de la province se trouve à Barsalogho et que le centre hospitalier régional (CHR) est à Kaya.
Le village possède une école primaire publique.